# XBRL
XBRL (eXtensible Business Reporting Language) är en internationell standard för lagring, överföring och presentation av all slags finansiell information oberoende av datorsystem. Bakom XBRL står en internationell organisation med förgreningar i olika länder, bland andra Sverige.

## Introduktion
Den finansiella rapporteringen har tidigare kunnat dölja oegentligheter på ett sätt som inte gynnat den finansiella marknadens förtroende. Enron och Parmalat är bara ett par exempel på vad som kan hända när medvetet vilseledande förekommer och vilka konsekvenser det kan få för individer, organisationer och ibland även regioner. XBRL skyddar inte i sig från medvetet fusk, men Finansinspektionen och Bolagsverket har lättare att följa redovisningens flöde, jämfört med att få unika rapporter från olika företag. XBRL möjliggör en standardisering vilket underlättar för automatisk kontroll av inlämnat material.

### Standardens syfte
Syftet med standarden är följande:
- XBRL ska förenkla finansiell rapportering i företag
- XBRL ska öka kvaliteten på rapporternas informationsinnehåll
- XBRL ska öka informationshastigheten från tillverkning till konsumtion
- XBRL ska syfta till enhetlighet mellan olika företags rapporter inom samma och andra perioder

XBRL syftar till att automatisera läsning av finansiella rapporter för att kvalitetssäkra och homogenisera informationen i rapporterna. Avgörande för framgången av XBRL beror i hög grad på de verktyg som läser språket. Ju bättre verktyg desto mer kvalitativt och homogent informationsflöde.

### Historik
1998 startade historien om XBRL. Charles Hoffman presenterade sina idéer för The American Institute of Certified Public Accountants (AICPA), vars verksamhet sätter professionell och teknisk standard för revisorer. AICPA är vida erkänd som den part som har detta uppdrag. AICPA blev intresserade och valde att sponsra ett projekt för finansiell rapportering med hjälp av XML, som Charles Hoffman, Mark Jewett och Jeffery Ricker deltog i. Den 31 december 1998 levererades den första prototypen med projektnamnet XFRML.
Prototypen ledde fram till en affärsplan, som godkändes av AICPA:s styrelse den 17 juli 1999. Från och med augusti 1999 backades projektet upp av ett antal revisionsbyråer och mjukvaruföretag inklusive Microsoft. XFRML bytte i april 2000 namn till XBRL då den första styrgruppen skapades. Den 31 juli 2000 kom den första versionen av XBRL, då ett 50-tal företag var inblandade i projektet.

## Metod
Organisationerna bakom XBRL gör sitt bästa för att hålla standarden så ren och tydlig som möjligt, bland annat genom att följa RFC 2119 om "best practicies". Fullt stöd för RFC 2119 är implementerat i standarden. Standarden använder sig av ett funktionsregister i syfte att samla XPath-funktioner för återanvändning i länkdatabaser. Liknande databaser finns för valutaformat för att på så sätt få den enhetlighet standarden syftar till.

### Liknande standarder
På den finansiella marknaden finns det fler olika standarder, men vid denna rapports publicering, ingen med samma inriktning som XBRL. Den standard som används för värdepappershandel, the Financial Information Exchange protocol, FIXML, används av 82 % av alla mäklare på Wall Street. FIXML är proprietär och inte en öppen standard. FIXML blandar taggar och innehåll vilket försvårar integration med exempelvis SOAP. Financial products Markup Language, FpML, är en annan standard som används för mer strukturella affärer (på börsen) så som räntederivat. Detta protokoll utvecklades för XML från starten och därigenom flera fördelar framför FIXML.

### Huvuddelar i XBRL
XBRL använder en hel del namnrymder i inledningen av dokumentet och en schemakoppling. I just detta exempel, från den svenska organisationen, finns namnrymder till den svenska och den internationella XBRL-standarden.
```
<xbrli:xbrl
 
xmlns:se-cd-base=
"http://www.xbrl.se/se/fr/cd-base/2007-05-25"
 

    
xmlns:link=
"http://www.xbrl.org/2003/linkbase"
 

    
xmlns:se-gen-base=
"http://www.xbrl.se/se/fr/gen-base/2007-05-25"
 

    
xmlns:bve=
"http://www.bolagsverket.se/xbrl/types/2006-05-25"
 

    
xmlns:iso4217=
"http://www.xbrl.org/2003/iso4217"
 

    
xmlns:xlink=
"http://www.w3.org/1999/xlink"
 

    
xmlns:xbrli=
"http://www.xbrl.org/2003/instance"
>

    
<link:schemaRef
 
xlink:type=
"simple"
 

        
xlink:href=
"http://taxonomi.xbrl.se/se/fr/sme/rbn/2008-09-30/

        se-sme-rbn-2008-09-30.xsd"
/>

```

Här finns också en standardiserad koppling om företagets namn och organisationsnummer och vilket språk som används i den finansiella rapporten. Valuta och valutaformat är självklara delar i en rapportering av det här slaget.
```
<se-cd-base:Firma
 
contextRef=
"RES0"
>

    
Testbolaget
 
AB

</se-cd-base:Firma>

<se-cd-base:Organisationsnummer
 
contextRef=
"RES0"
>

    
556000-0000

</se-cd-base:Organisationsnummer>

<se-cd-base:Sprak
 
contextRef=
"RES0"
>

    
sv

</se-cd-base:Sprak>

<se-cd-base:Land
 
contextRef=
"RES0"
>

    
SE

</se-cd-base:Land>

<se-cd-base:Beloppsformat
 
contextRef=
"RES0"
>

    
NORMALFORM

</se-cd-base:Beloppsformat>

<se-cd-base:Redovisningsvaluta
 
contextRef=
"RES0"
>

    
SEK

</se-cd-base:Redovisningsvaluta>

```

Den inledande delen av bokslutet börjar med en sammanställning som följer gängse standard i varje årsbokslut. Taggarna är ordentligt tilltagna för att det inte ska finnas någon tvekan om vad som avses.
```
<se-gen-base:AvskrivningarOchNedskrivningarMateriellaOchImmateriellaAnlaggningstillgangar
 

    
decimals=
"INF"
 
contextRef=
"RES0"
 
unitRef=
"valuta"
>

    
163381

</se-gen-base:AvskrivningarOchNedskrivningarMateriellaOchImmateriellaAnlaggningstillgangar>

...

<se-gen-base:Rorelseresultat
 
decimals=
"INF"
 
contextRef=
"RES-1"
 
unitRef=
"valuta"
>

    
26802

</se-gen-base:Rorelseresultat>

...

<se-gen-base:ResultatEfterFinansiellaPoster
 
decimals=
"INF"
 
contextRef=
"RES-1"
 
unitRef=
"valuta"
>

    
8994

</se-gen-base:ResultatEfterFinansiellaPoster>

...

<se-gen-base:Omsattningstillgangar
 
decimals=
"INF"
 
contextRef=
"UB0"
 
unitRef=
"valuta"
>

    
397386

</se-gen-base:Omsattningstillgangar>

```

I slutet redovisas också en försäkran om att redovisningsprinciperna överensstämmer med allmänna råd.
```
<se-gen-base:RedovisningsprinciperIngress
 
contextRef=
"RES0"
>

    
Redovisningsprinciper
 
Tillämpade
 
redovisningsprinciper
 

    
överensstämmer
 
med
 
årsredovisningslagen
 
och
 

    
Bokföringsnämndens
 
allmänna
 
råd.
 
Om
 
avvikelse
 
förekommer
 

    
framgår
 
det
 
av
 
notanteckning
 
nedan.
 
Principerna
 
är
 

    
oförändrade
 
i
 
jämförelse
 
med
 
föregående
 
år.
 

    
Värderingsprinciper
 
m.m.
 
Tillgångar
 
och
 
skulder
 
har
 

    
värderats
 
till
 
anskaffningsvärden
 
om
 
inget
 
annat
 
anges
 

    
nedan.
 
Fordringar
 
har
 
upptagits
 
till
 
de
 
belopp
 
varmed
 
de
 

    
beräknas
 
inflyta.

</se-gen-base:RedovisningsprinciperIngress>

```

### Verktyg & transformationer
År 2012 fanns fyra svenska leverantörer av bokslutsprogram som stödjer XBRL fullt ut:
- Cognos Financial Statement Reporting IBM ref se https://web.archive.org/web/20121117195320/http://www-142.ibm.com/software/products/us/en/cognos-fsr/
- Kapell av Öhrlings Pricewaterhousecoopers
- F.R.I.D.A, Financial Report Instance Document Application, av eReport
- Hinc av Graz Sweden AB[7]:

Det går att skriva XBRL i en vanlig textbehandlare, men det är betydligt svårare eftersom XBRL har långa väldefinierade taggar som <se-gen-base:AvskrivningarOchNedskrivningarMateriellaOchImmateriellaAnlaggningstillgangar decimals="INF" contextRef="RES0" unitRef="valuta">. Att få dokumenten välformaterade är med en vanlig texteditor är betydligt svårare än med ett standardverktyg. Det finns ett behov av bokslutsprogram som genererar XBRL med automatik.
2012 fanns det 19 st olika instansdokumentverktyg som kunde hantera XBRL, bland annat från Microsoft, Fujitsu, Hitachi och Oracle. 9 st av dessa 19 klarar också taxonomierna samt validering av XBRL-kod. Det är sannolikt att det kommer att finnas ett antal verktyg att välja mellan. En utveckling i samma riktning som det de facto monopol för ordbehandling som Microsoft Word har, är inte trolig eftersom standarden är öppen.

## Analys
I juli 2007 använde bara ett 50-tal amerikanska företag standarden för sin bokslutsrapportering, däribland Microsoft. Framtiden för standarden finns sannolikt även om implementationen av den går trögt. Framförallt beroende på behovet av automatisering med minskad pappershantering och standardens relativa mognadsgrad. Det finns i dagsläget ingen annan standard som konkurrerar om vilken som bör gälla, jämfört med RSS och ATOM för syndikerat webbinnehåll.

### Mognad och framtida utveckling
Standarden har funnits i mer än 8 år och har en gedigen utvecklingsfas bakom sig. Då den först kom ut på marknaden i version 1.0 vad den DTD-baserad. I version 2.0 introducerade schema för XBRL och nuvarande version 2.1 är uppmärkningsspråket mer komprimerat och koncentrerat för att enklare nå en automatiserad standard. Det har lett till att det är möjligt att transformera till XBRL från affärssystem (ERP). I takt med en ökad popularitet kommer ERP-tillverkarna att implementera standarden. Skulle det dessutom tillkomma lagkrav på XBRL, vilket inte alls är osannolikt med tanke på konsekvenserna av det korsvisa ägandet av bland annat subprimelån, ökar behovet markant av affärssystem som direkt kan transformera årsbokslut till XBRL.

### För- & nackdelar med XBRL
En av fördelarna med XBRL är att slippa den massiva pappershanteringen i årsrapporteringen. Kritiker hävdar dock att uppmärkningsspråket är oflexibelt och att det finns få möjligheter till utökningar. Det är självklart inte enbart en nackdel eftersom det blir betydligt enklare för värderare att jämföra olika företag på exakt samma sätt. En annan nackdel är just att affärssystemstillverkarna inte har kommit så långt i implementationen ännu, vilket kan bero på att det ännu inte föreligger lagkrav. Paradoxalt nog väntar myndigheter världen över med att lagstifta om språket i väntan på att fler anammar det. Det finns en avvaktande cirkelreferens där både företag och myndigheter väntar ut varandra. Troligtvis kommer det dröja ytterligare ett antal år innan XBRL blir fullt implementerat.

## Sammanfattning
XBRL är ensam på marknaden om att kunna automatisera pappershanteringen kring bland annat årsbokslut. Standardens framtid beror på om den blir accepterad eller inte. En intressant aspekt är att det inte verkar finnas konkurrens mellan europeisk och amerikansk standard, som annars brukar sätta hämsko på företag och myndigheter.
Standarden är pratig med långa taggar för en vanlig textbehandlare, även om den är platt i sin struktur och inte alls lika nästlad som Russian Doll-design. Standarden har långa taggarna, som är självförklarande, men omfattande att skriva själv. Det finns sannolikt ett behov av ERP-genererade XBRL-dokument om standarden ska kunna bli mer använd.